# Rudolf Habedank

Rudolf Habedank

Rudolf Karl Friedrich Habedank (* 24. Dezember 1893 in Neustadt (Mecklenburg); † 20. Juli 1969 in Hamburg) war ein deutscher Politiker (NSDAP).

## Leben und Wirken
Rudolf Habedank besuchte die Volksschule in Hamburg, wurde Elektriker, arbeitete als Monteur und bestand 1922 die Meisterprüfung. 
Nach Ausbruch des Ersten Weltkrieges meldete er sich als Kriegsfreiwilliger und wurde Pionier und als Unteroffizier entlassen. Im Februar 1917 wurde er an der Westfront in Frankreich verwundet.
Zum 1. November 1929 trat er in die NSDAP ein (Mitgliedsnummer 174.726). Im folgenden Jahr wurde er Ortsgruppenleiter in Hamburg-Eimsbüttel. Ab 1930 Gau-Betriebszellenleiter erfolgte 1931 seine Ernennung zum Gaubetriebszellenobmann. Von 1931 bis 1933 war er Mitglied der Hamburgischen Bürgerschaft. 1933 erfolgte seine Berufung zum Hamburgischen Staatsrat und 1938 zum Ratsherr in Hamburg. Habedank war als DAF-Gauamtsleiter in Hamburg zusätzlich ein Mitglied der Reichsarbeitskammer der DAF, des Obersten Ehren- und Disziplinarhofes der DAF sowie Leiter der Gauarbeitskammer in Hamburg.
Habedank war von 1933 bis 1939 als „Treuhänder“ der „starke Mann“ bei der Volksfürsorge. Vom 12. November 1933 bis zum Ende der NS-Herrschaft im Frühjahr 1945 saß Habedank als Abgeordneter für den Wahlkreis 34 (Hamburg) im nationalsozialistischen Reichstag.
Bei dem NSKK stieg er mindestens bis zum Standartenführer auf.